# Мерри, Катарин
Катарин Мерри (англ. Katharine Merry; род. 21 сентября 1974) — британская легкоатлетка, олимпийская медалистка.

## Биография
Родилась в Данчерче, графство Уорикшир. На юниорском чемпионате Европы 1993 года завоевала 5 медалей, из них 2 золотые медали на дистанции 200 метров и 4×100 м. На национальных чемпионатах Великобритании в 1998 году она завоевала золото на дистанции 200 метров, а в 1999 году также золото на дистанции 400 метров. На чемпионате мира по легкой атлетике 1999 года она стала пятой на дистанции 400 метров. Самый большой успех — завоевание бронзовой медали на 400 метров на Олимпийских играх 2000 года в Сиднее. Однако травмы сделали продолжение карьеры невозможным, поэтому в 2005 году она официально объявила о своей отставке из спорта.